# Platensina aptata
Platensina aptata är en tvåvingeart som beskrevs av Hardy 1974. Platensina aptata ingår i släktet Platensina och familjen borrflugor. Inga underarter finns listade i Catalogue of Life.